# NGC 4285
NGC 4285 ist eine Spiralgalaxie mit ausgedehnten Sternentstehungsgebieten vom Hubble-Typ Sa im Sternbild Jungfrau auf der Ekliptik. Sie ist schätzungsweise 337 Millionen Lichtjahre von der Milchstraße entfernt und hat einen Durchmesser von etwa 90.000 Lichtjahren.

Im selben Himmelsareal befinden sich u. a. die Galaxien NGC 4279 und NGC 4263.
Das Objekt wurde am 6. Mai 1886 von Lewis Swift entdeckt.